# Будинок літаючих кинджалів
«Будинок літаючих кинджалів» (кит. 十面埋伏, пін. Shí miàn máifú, англ. House of Flying Daggers) — фільм Чжана Імоу, учасник позаконкурсної програми 57-го канського кінофестивалю. Чжао Сяодін був номінований на «Оскар» у 2005 році за найкращу операторську роботу.
Картина в жанрі уся. Розповідає про таємного агента імператорської поліції, який полює за лідерами повстанського руху і завойовує для цього довіру, за його даними, дочки лідера бунтівників і сам же потрапляє в пастку. Це один з фільмів, що відображають «заборонену» любов і показують, як любов губить життя.

## У ролях
- Енді Лау — Лео
- Такесі Канесіро — Цзінь
- Чжан Цзиї — Мей

## Зйомки
Спочатку Аніта Муй була обрана на головну роль, яка мала стати її останньою появою в кіно. Вона померла від раку шийки матки до того, як була знята будь-яка з її сцен. Після її смерті 30 грудня 2003 року режисер Чжан Імоу вирішив змінити сценарій, а не знайти заміну. Її пам'яті присвячений фільм.
Більшу частину фільму знімали в українських Карпатах (Національний парк Гуцульщини), наприклад, сцени в снігових чи березових лісах. З вересня по жовтень 2003 року акторська та постановочна група провели на локації 70 днів і переважно базувалися в Косові. Відомі кадри бамбукового лісу були зняті в Китаї. Однак через ранній снігопад режисери вирішили змінити сценарій і певні сцени, а не чекати, поки сніг відтане, оскільки листя все ще було на деревах. Пізніше режисер Чжан Імоу заявив, що, незважаючи на непередбачувану погоду, що спричинила зміни, він досяг бажаного ефекту в декораціях і був задоволений кінцевим результатом.
Як і його попередник фільм «Герой», «Будинок літаючих кинджалів» використовує теорію кольору У-сін як навмисно, так і іронічно.

## Цікаві факти
- Буквальний переклад китайської назви фільму — «Засідки з десяти сторін». Буквальний переклад англійської назви — «Клан метальників ножів».
- Щоб підготуватися до своєї ролі, Чжан Цзиї два місяці жила разом зі сліпою дівчинкою.
- Бойові сцени у фільмі поставив Чен Сяодун.
- Вирішальна бойова сцена була знята в місті Косів, Івано-Франківська область. Сніг тоді пішов дуже рано (у жовтні), заставши знімальну групу зненацька, бо в цей час вже почалася зйомка сцени. У зв'язку з цим було вирішено змінити сценарій таким чином, щоб здавалося, ніби ця епічна битва почалася восени і закінчилася взимку. Чжан Імоу був дуже задоволений тим, як все обернулося, оскільки це задає ідеальний тон сцені і підкреслює кров, що розливається на снігу.[джерело?]